# Shirang Jadav
Shirang Vithoba Jadav (ur. 15 listopada 1927, zm. w 1984) – indyjski zapaśnik walczący w stylu wolnym. Olimpijczyk z Helsinek 1952, gdzie zajął dziesiąte miejsce w kategorii do 87 kg.

## Letnie Igrzyska Olimpijskie 1952
| Konkurencja      | Rundy eliminacyjne | Rundy eliminacyjne     | Klas. końcowa |
| Konkurencja      | Przeciwnik I       | Przeciwnik II          | Miejsce       |
| ---------------- | ------------------ | ---------------------- | ------------- |
| 87 kg styl wolny | Jan Theron (ZAF) P | August Englas (ZSRR) P | 10.           |